# 클라렌트
클라렌트(Clarent)는 아서 왕 전설에 등장하는 원탁의 기사 중 한 명인 모드레드의 검이다. 원래는 엑스칼리버와 함께 아서 왕이 소유하던 검 중 하나로 원탁의 기사를 임명하는데 쓰이는 의례의 검이자 평화의 검이라는 별명을 지닌 검이었으나, 모드레드가 반란을 일으켰을 때 아서 왕의 창고에 있던 클라렌트를 탈취하여 이 검으로 캄란 전투에서 아서 왕에게 치명상을 입혔다.